# Stene (Frankrijk)
Stene (officieel: Steene) is een gemeente in Noord-Frankrijk (Noorderdepartement (Frans: département du Nord), arrondissement Duinkerke), in Frans-Vlaanderen en de Franse Westhoek. De gemeente ligt in Frans-Vlaanderen in de streek het Blootland. Stene grenst aan de gemeenten Armboutskappel, Bieren, Soks, Krochte, Pitgam en Spijker. Aan de noordkant van de gemeente loopt het Kanaal van de Hoge Kolme, een deel van de Kolme. Langs de kant van het kanaal, aan de grens met Armboutskappel ligt het gehucht Grand Millebrugghe. Aan de westkant van de gemeente volgt de grens met Bieren het tracé van de oude Romeinse heirbaan tussen Kassel en Mardijk. De gemeente telde 1.385 inwoners op 1 januari 2022.

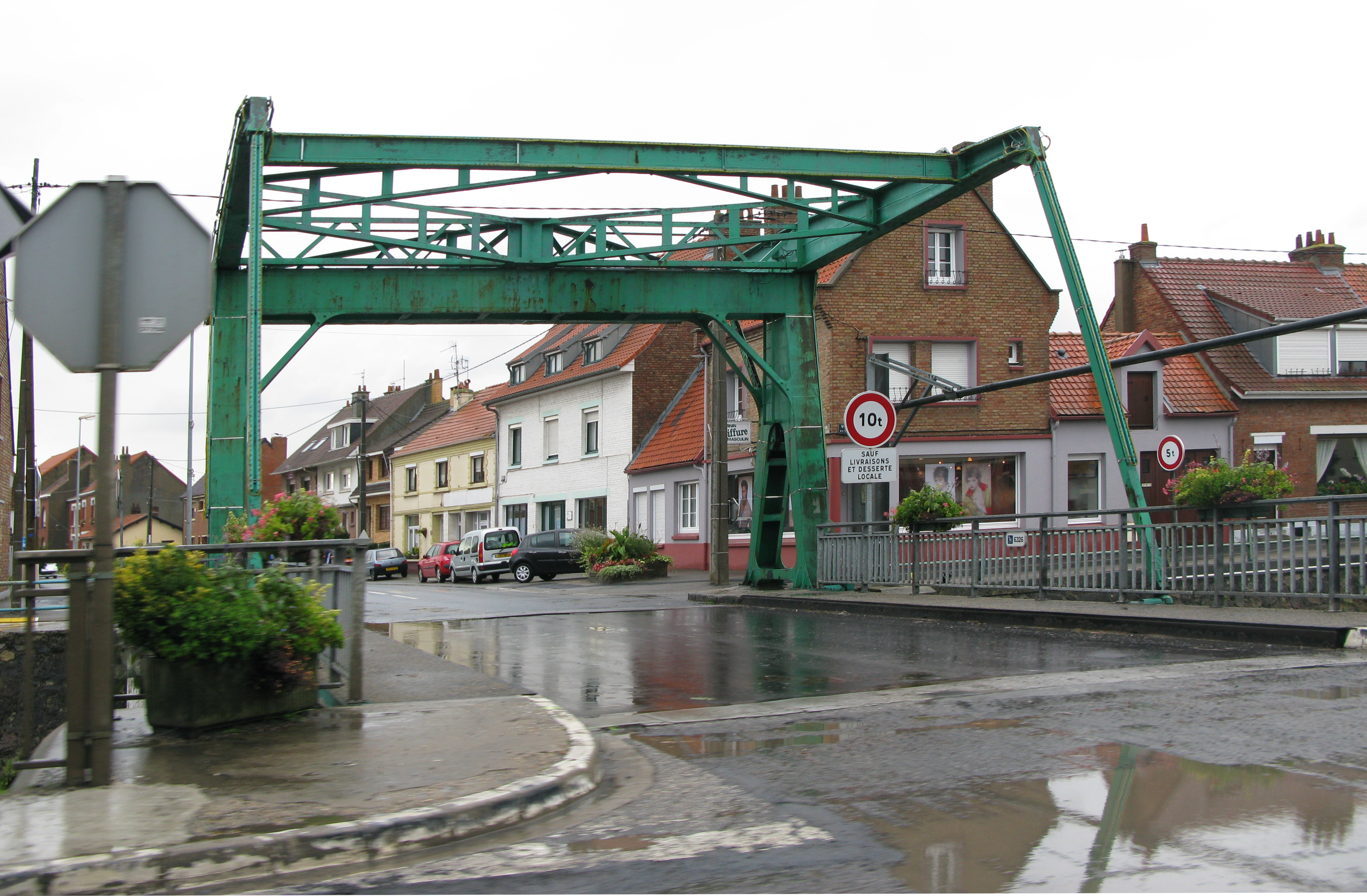
Brug over de Kolme in Groot-Millebrugge

## Naam
De plaatsnaam van het dorp heeft een Oudnederlandse herkomst. De oudste vermelding is van 857, als Steni. Het betreft een zelfstandig naamwoord met als betekenis in modern Nederlands: ste(e)n(en).(Het is een datief singularis/pluralis met locatieve functie.)

## Geschiedenis
De eerste vermelding van het kasteel en de heren van Stene dateren uit 1317. Tijdens de Eerste Wereldoorlog werd het kasteel gebruikt als residentie en hoofdkwartier van Charles de Broqueville, die toen de Belgische eerste minister en minister van oorlog was. In Stene staat de Sint-Maartenskerk, die in de zestiende-zeventiende eeuw herbouwd werd in de stijl van een hallenkerk.

## Geografie
De oppervlakte van Stene bedroeg op 1 januari 2022 10,28 vierkante kilometer; de bevolkingsdichtheid was toen 134,7 inwoners per km².

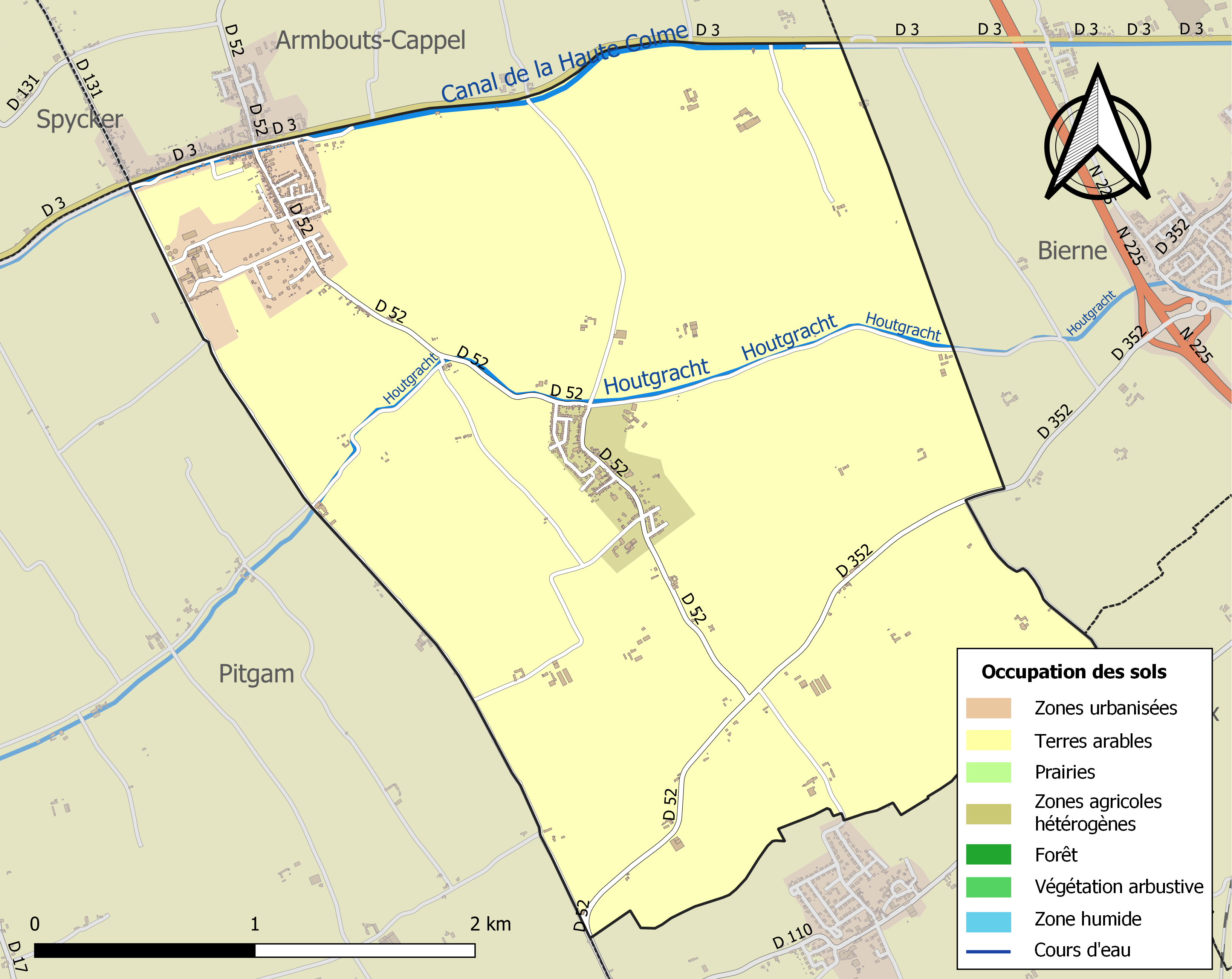
Kaart van de gemeente met belangrijkste infrastructuur, bodemgebruik en omliggende gemeenten

## Bezienswaardigheden
- De Sint-Maartenskerk (Église Saint-Martin)
- Het Kasteel Steenburg (Château Steenburg)
- De Brouwerij-mouterij Leuillette

## Natuur en landschap
Stene ligt op de grens van het Blootland en het Houtland. De belangrijkste waterloop is de Houtgracht, die parallel aan de Kolme loopt. De hoogte bedraagt 0-28 meter.

## Demografie
Onderstaande figuur toont het verloop van het inwonertal (bron: INSEE-tellingen).

## Nabijgelegen kernen
Armboutskappel, Spijker, Broekkerke, Pitgam, Krochte, Bieren
Armboutskappel · Bieren · Kapelle · Nieuw-Koudekerke · Sint-Winoksbergen · Spijker · Stene · Téteghem-Coudekerque-Village · Uksem
Armboutskappel · Arneke · Bambeke · Bavinkhove · Belle · Berten · Bieren · Bissezele · Blaringem · Boeschepe · Boezegem · Bollezele · Borre · Bray-Dunes · Broekburg · Broekkerke · Broksele · Buisscheure · Drinkam · Duinkerke · Ebblingem · Eke · Ekelsbeke · Eringem · Gijvelde · Godewaarsvelde · La Gorgue · Grand-Fort-Philippe · Grevelingen · Groot-Sinten · Hardefoort · Haverskerke · Hazebroek · Herzele · Holke · Hondegem · Hondschote · Hooimille · Houtkerke · Kaaster · Kapelle · Kapellebroek · Kassel · Killem · Kraaiwijk · Krochte · Kwaadieper · Lederzele · Ledringem · Leffrinkhoeke · Linde · Loberge · Loon · Meregem · Merkegem · Merris · Meteren · Millam · Moerbeke · Niepkerke · Nieuw-Berkijn · Nieuw-Koudekerke · Nieuwerleet · Noordpene · Ochtezele · Okselare · Oostkappel · Oud-Berkijn · Oudezele · Pitgam · Pradeels · Rekspoede · Rubroek · Ruisscheure · Sint-Janskappel · Sint-Joris · Sint-Mariakappel · Sint-Momelijn · Sint-Pietersbroek · Sint-Silvesterkappel · Sint-Winoksbergen · Soks · Spijker · Stapel · Steenbeke · Steenvoorde · Steenwerk · Stegers · Stene · Strazele · Terdegem · Téteghem-Coudekerque-Village · Tienen · Uksem · Vleteren · Volkerinkhove · Waalskappel · Warrem · Waten · Wemaarskappel · Westkappel · Wilder · Winnezele · Wormhout · Wulverdinge · Zegerskappel · Zerkel · Zermezele · Zoeterstee · Zuidkote · Zuidpene